# 脇田隆字
脇田 隆字（わきた たかじ、1958年 - ）は、日本の医師、ウイルス学者。学位は医学博士（名古屋大学大学院・1992年）。国立健康危機管理研究機構・副理事長。日本ウイルス学会・理事長。厚生労働省新型コロナウイルス感染症対策アドバイザリーボード・座長。新型コロナウイルス感染症対策分科会・会長代理。

## 概要

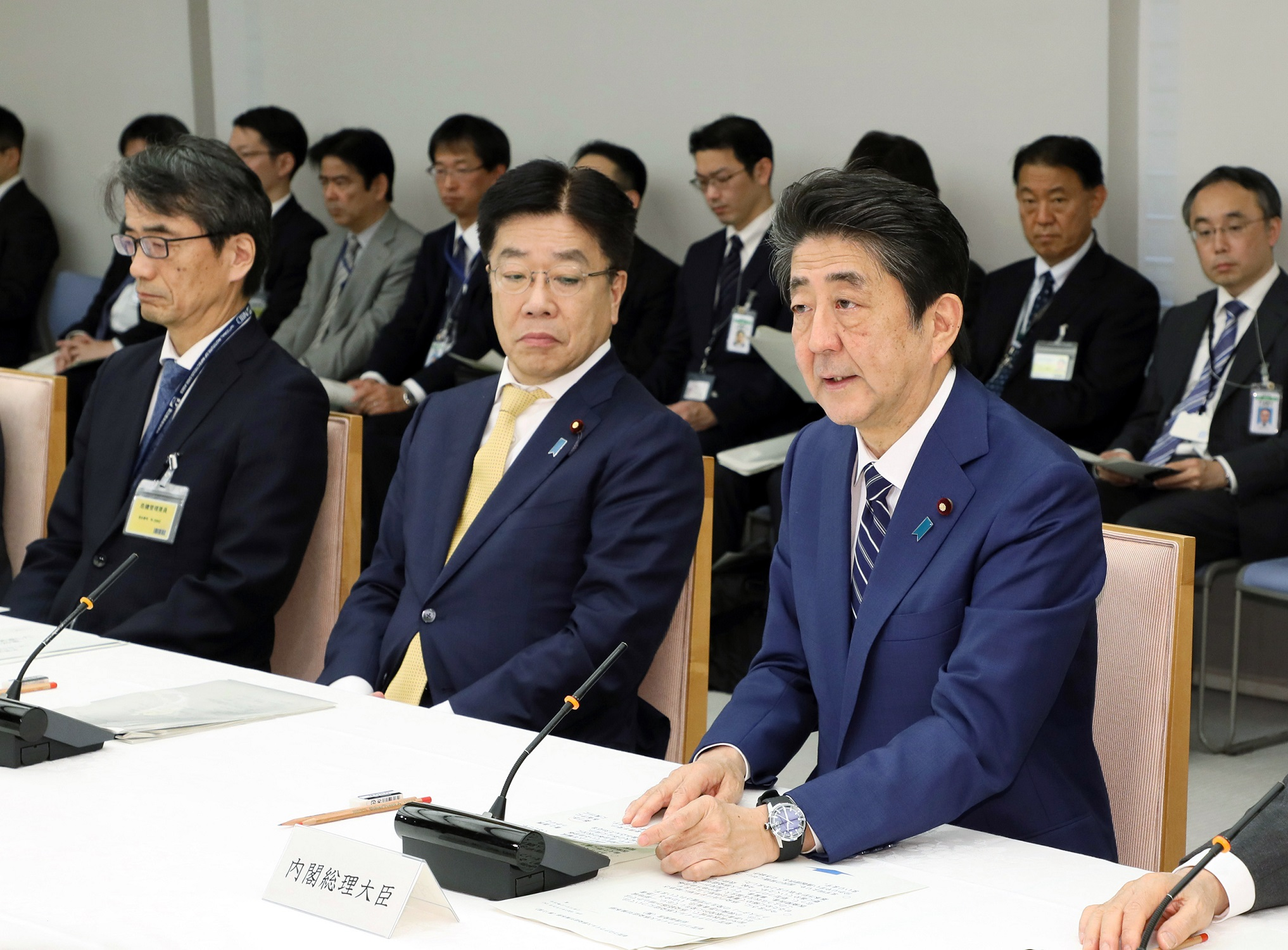
2020年2月25日、新型コロナウイルス感染症対策本部の会合にて内閣総理大臣安倍晋三（右）、厚生労働大臣加藤勝信（中央）と

愛知県名古屋市出身の医学者である。C型肝炎ウイルス（HCV）は、遺伝子の複製力が弱く、生体外で増殖させることができず、ワクチン開発が困難とされてきたが、脇田博士は、世界で初めて、C型肝炎ウイルス（HCV）の感染性ウイルス粒子を、培養細胞で作製することに成功。これによって、HCVワクチン開発の道が拓かれた。また、新型コロナウイルス感染症対策本部では新型コロナウイルス感染症対策専門家会議の座長を務めた。

## 略歴
- 1983年 名古屋大学医学部 卒業
  - 同年 臨床病院勤務
- 1992年 名古屋大学大学院医学研究科 博士課程修了
  - 同年 ハーバード大学医学部、およびマサチューセッツ総合病院癌センター・客員研究員
- 1995年 東京都臨床医学総合研究所（現 東京都医学総合研究所）・主任研究員
- 1998年 東京都神経科学総合研究所（現 東京都医学総合研究所）・主任研究員
- 2006年 国立感染症研究所 ウイルス第二部・部長
- 2018年 国立感染症研究所・所長
- 2020年 新型コロナウイルス感染症対策専門家会議（2020年7月3日廃止）・座長
  - 同年 新型コロナウイルス感染症対策分科会・会長代理[8]
  - 同年 厚生労働省新型コロナウイルス感染症対策アドバイザリーボード・座長
- 2022年 日本ウイルス学会・理事長
- 2025年 国立健康危機管理研究機構・副理事長

## 受賞歴
- 2008年 第52回野口英世記念医学賞 「培養細胞におけるC型肝炎ウイルス（HCV）増殖に関する研究」

## 参考資料
- 東京都神経科学総合研究所 NEWS
- 東レ C型肝炎ウイルス(HCV)のワクチン開発に成果